# Ács
Ács (hongrois : Ács [ˈaːt͡ʃ] ; allemand : Atsch)  est une localité hongroise située dans le comitat de Komárom-Esztergom. 

## Nom et attributs

### Toponymie
L'origine du nom Ács remonte à l'époque médiévale et fait référence aux charpentiers servant le roi. La localité apparaît pour la première fois dans des documents en 1138 sous le nom d'Olt, puis en 1297 sous la forme Villa Alch. Son premier propriétaire connu fut Simon de Nagymartom en 1346, puis elle passa en 1434 sous la propriété des comtes de Fraknó, Pál et Vilmos.
Plusieurs toponymes d'Ács conservent la mémoire d'événements historiques et d'anciennes divisions territoriales. Tatár-út rappelle la tradition locale selon laquelle les Tatars ont attaqué la région par cette route lors de l'invasion mongole. Pénzásás, un quartier situé au nord du chemin de fer et urbanisé après la Seconde Guerre mondiale, doit son nom à la découverte de pièces romaines lors de travaux agricoles. D'autres noms évoquent les anciennes structures foncières et sociales, comme Kistag, Vitéztelek, Nemes-birtok, Zsellérföldek, Dézsmás szőlők et Pápista szőlők. Ces derniers désignaient des vignobles loués par l'abbaye bénédictine de Pannonhalma à l'Église réformée.
Entre 1863 et les années 1930, treize fermes ont été établies dans la campagne environnante à la suite des redistributions foncières. Elles portaient les noms de leurs propriétaires : Bakcsányi, Harmat, Jenei, Juhász, Kalina, Kocsis, Kolonics, Kopácsi, Maller, Pálfi, Pável, Rózsa et Tóth.
Certains lieux témoignent de l'existence de villages médiévaux disparus. Lovadpuszta et Vaspuszta rappellent des localités détruites en 1540. Lovad est attesté dès 1297, tandis que Vas est mentionné pour la première fois en 1229 comme un village de charretiers royaux. Il fut repeuplé en 1635 mais abandonné de nouveau en raison des incursions ottomanes. Likócspuszta, documenté sous les formes Zent-Gyd en 1221 et Gyid-Zentpéter en 1404, aurait abrité des ruines d'une église médiévale selon Samu Borovszky. Son nom viendrait des cachettes souterraines utilisées par ses habitants lors des invasions turques.
D'autres toponymes sont liés aux grandes propriétés foncières du XIXe siècle. Concóhátpuszta, fondé en 1863, était le domaine de Géza Forster avant d'accueillir le château Degenfeld-Schonburg. Csillapuszta, créé la même année, appartenait à Kálmán Ghyczy avant de passer à Dezső Paulovics, qui le rebaptisa du prénom de son épouse.
Enfin, plusieurs hameaux et lieux-dits parsèment le territoire d'Ács, tels que Etelka-telep, Rektortelep, Vörösmajor, Újmajor, Jegespuszta, Ernőmajor, Tököly-telep, Székesre-dűlő, Savó-hegy, Malom-tó et Gütyül.

### Héraldique
Les armoiries d'Ács se blasonnent ainsi : de gueules à une hache de charpentier d'argent, soutenue d'une burelle ondée du même ; l'écu est soutenu par deux branches de chêne de sinople fruitées d'or, liées en pointe par une banderole portant l'inscription « 1138 » en chiffres d'or. En chef, un listel d'or chargé du nom de la ville en lettres de sable. La hache rappelle les artisans charpentiers à l'origine du toponyme, la burelle ondée évoque le Danube et les branches de chêne symbolisent la forêt d'Ács.

## Site et localisation

### Topographie et hydrographie
Ács est située dans le nord-est de la plaine de Kisalföld, en Hongrie, à la confluence des ruisseaux Concó et Székes. Elle se trouve à environ 3 km au sud du Danube et à 8 km au sud-ouest de Komárom. Son territoire est en partie bordé par la forêt d'Ács, dont une grande portion appartient à la ville voisine de Komárom.
Avec une superficie de 103,83 km², Ács est la plus vaste commune du comitat de Komárom-Esztergom. Elle est délimitée au nord par le Danube, qui marque également la frontière avec la Slovaquie, et à l'est par un tronçon de la ligne ferroviaire reliant Székesfehérvár à Komárom. À l'ouest, elle jouxte le comitat de Győr-Moson-Sopron.

### Géologie et géomorphologie
L'altitude moyenne de son centre urbain est de 122 mètres.

## Histoire
La région d'Ács était déjà habitée à l'époque romaine et abritait deux camps militaires : Ad Mures et Ad Statuas. Le premier, situé à l'embouchure actuelle du ruisseau Concó, remonte au règne de l'empereur Trajan et fut construit parallèlement à Brigetio. Des fouilles en 1989 ont mis au jour la muraille orientale de ce camp auxiliaire ainsi que son fossé. Une agglomération civile (vicus) s'est développée sur son flanc sud. Ad Statuas, quant à lui, était un fortin en bois palissadé sur une haute rive du Danube. Son emplacement fut modifié après 117 en raison des crues du fleuve. En 1817, une cave voûtée romaine bien conservée y fut découverte. Les principales fouilles de ces sites furent réalisées par Dénes Gabler.
La ville subit deux destructions majeures sous l'occupation ottomane, en 1540 et en 1639. Lors de la première attaque, deux villages situés à l'ouest, Vas et Lovad, furent également rasés. Après la dévastation totale, la population ne recommença à se réinstaller qu'après 1628 avec des colons réformés venus de Komárom, suivis d'immigrants allemands au XVIIIᵉ siècle. La communauté réformée d'Ács est attestée dès le XVIIᵉ siècle, son école primaire fonctionnait déjà en 1643 et ses registres paroissiaux sont conservés depuis 1726. En 1674, le pasteur István Komáromi fut condamné aux galères par le tribunal d'exception de Pozsony (actuelle Bratislava).
Les seigneurs successifs du domaine incluaient les familles Hathalmy, Lengyel, Kolos et Pogrányi, puis l'abbaye de Pannonhalma et la maison Esterházy. En 1824, le prince Alois de Liechtenstein acquit d'importantes terres, détenant les deux tiers du territoire d'Ács en 1848. Plus tard, la famille Zichy et Móric Szabadhegyi figurèrent également parmi les grands propriétaires fonciers.
Dès le début du XVIIIe siècle, l'écrivain et historien Mátyás Bél décrivait Ács comme un village riche et prospère. En 1707, les troupes du général Rabutin y établirent un camp, causant des dommages considérables. Le recensement de 1784-1787 y dénombrait 674 maisons pour 670 familles et 2 895 habitants. À la fin du XVIIIᵉ siècle, Ács devint la localité la plus peuplée du district de Gesztes. En 1848, la commune comptait 3 800 habitants, dont 1 128 catholiques, 2 435 réformés et 287 juifs. La paroisse catholique fut fondée en 1751 par l'abbé de Pannonhalma, tandis que la communauté juive s'organisa au début du XIXᵉ siècle. Une synagogue et une école confessionnelle juive fonctionnèrent dans la ville jusqu'en 1921. Le cimetière juif, ouvert en 1789, existe encore aujourd'hui à la confluence des ruisseaux Concó et Székes.
Ács fut aussi un théâtre d'opérations militaires. En 1809, lors des guerres napoléoniennes, un régiment de cavalerie hongrois repoussa une offensive française. Le 2 juillet 1849, la bataille de Komárom s'y déroula, lorsque l'armée honvéd commandée par Artúr Görgey repoussa les forces autrichiennes de Haynau. Un monument fut érigé en 1870 dans la forêt d'Ács, aujourd'hui située sur le territoire de Komárom, en mémoire de cette bataille.
En 1850, un incendie ravagea une grande partie de la localité. La ville se releva grâce à l'industrialisation, notamment avec la fondation d'une raffinerie de sucre en 1871 par Konrád Patzenhofer. Proche de la ligne de chemin de fer, elle employait déjà près de 500 personnes au début du XXᵉ siècle et traitait les betteraves sucrières de quatre comitats.
Au début du XXe siècle, Ács comprenait plusieurs hameaux et domaines, dont Alszter, Boros, Felsőlovad, Plebános, Rostakuti, Schrikker, Ref. lelkész, Csilla, Czonczóhát, Jeges, Likócs, Lovad et Vas puszták, ainsi que les majors de Czonczó et Pál. En 1907, le village comptait 715 maisons.
Lors de la Première Guerre mondiale, 647 habitants d'Ács furent mobilisés, et 215 périrent. La vie sociale s'intensifia à partir de la seconde moitié du XIXe siècle avec la création de plusieurs associations : une société de lecture en 1873, un cercle agricole en 1911, une association de jeunes (Levente) en 1926, et plusieurs autres organisations professionnelles et culturelles. Le club de sport d'Ács (Ácsi Sportklub) fut fondé en 1927. Une chorale ouvrière fut également créée au sein de la raffinerie de sucre.
En juin 1944, les Juifs d'Ács furent déportés vers des camps de concentration. Le front de la Seconde Guerre mondiale traversa la commune le 26 mars 1945. Après-guerre, Ács fut intégré au district de Komárom jusqu'en 1984.
L'industrialisation et la collectivisation marquèrent la période communiste. Une première coopérative agricole fut créée en 1952, puis réorganisée en 1956 sous le nom Egyetértés. En 1949, un kolkhoze fut également fondé à Csillapuszta, qui fusionna avec celui d'Ács en 1978, exploitant alors 5 228 hectares. En 1960, la commune comptait encore une raffinerie de sucre, une distillerie et un moulin, et la culture du lin et du chanvre y était significative.
En 2001, la raffinerie de sucre cessa ses activités, portant un coup dur à l'économie locale. À la même période, les travaux d'assainissement furent achevés, assurant un raccordement complet au réseau d'égouts.
Ács fut élevé au rang de nagyközség (bourg) le 1ᵉʳ janvier 1970, puis obtint le statut de ville le 1ᵉʳ juillet 2007.

## Population

### Minorités culturelles et religieuses
En 2001, la population d'Ács était de 7 239 habitants, avec 2 661 logements. Selon le recensement de cette année-là, 98 % des habitants se déclaraient Hongrois et 0,6 % Roms. La répartition religieuse était la suivante : 52 % de catholiques romains, 0,4 % de catholiques grecs, 30,8 % de réformés, 0,8 % de luthériens, 0,8 % affiliés à une autre confession et 7,7 % sans appartenance religieuse.
Lors du recensement de 2011, 86,3 % des habitants se déclaraient Hongrois, 1,1 % Roms, 0,4 % Allemands et 0,2 % Slovaques (13,6 % n'ont pas répondu ; en raison des doubles appartenances, la somme dépasse 100 %). La répartition religieuse était la suivante : 36,1 % de catholiques romains, 22,3 % de réformés, 0,6 % de luthériens, 0,2 % de catholiques grecs et 13,8 % sans appartenance religieuse (26,2 % n'ont pas répondu).
En 2022, 89,9 % des habitants se déclaraient Hongrois, 0,7 % Roms, 0,4 % Allemands, 0,2 % Slovaques, 0,1 % Grecs, Ukrainiens et Roumains respectivement, et 1,7 % affiliés à d'autres nationalités non autochtones (10,1 % n'ont pas répondu). En termes de confession, 22,8 % étaient catholiques romains, 19,7 % réformés, 0,4 % luthériens, 0,2 % catholiques grecs, 0,1 % orthodoxes, 0,6 % affiliés à une autre confession chrétienne, 0,9 % à une autre confession catholique et 15,6 % sans appartenance religieuse (39,6 % n'ont pas répondu).

## Équipements

### Éducation
Ács possède une longue tradition éducative, avec une histoire de près de 400 ans en matière d'enseignement primaire. La ville dispose aujourd'hui d'établissements scolaires et préscolaires modernes, répartis sur plusieurs sites. L'école primaire Géza Gárdonyi et la maternelle Bóbita assurent un cadre d'apprentissage de qualité, porté par des enseignants engagés. L'école primaire Mór Jókai, située dans le quartier de Pénzásás, fonctionne depuis 1958 et est devenue un établissement indépendant à huit classes en 1967. Elle porte le nom de l'écrivain Mór Jókai depuis 1992.

### Vie culturelle
Le château baroque d'Ács, construit à la fin du XVIIe siècle, appartenait initialement à la famille Esterházy avant de passer aux Zichy. Situé au centre de la ville, il abrite aujourd'hui la Maison de la culture Béla Bartók, la galerie Sméja et la bibliothèque municipale. Durant les guerres napoléoniennes, le quartier général oriental de l'armée française y fut établi du 15 juin au 2 juillet 1809. Une légende locale raconte que c'est également ici que le général Haynau aurait signé l'ordre d'exécution des martyrs d'Arad. Après la Seconde Guerre mondiale, le château fut nationalisé, puis transformé en centre culturel en 1955. Son parc accueille plusieurs événements d'importance, notamment les « Fêtes d'Ács » et les festivités de l'Avent.
Dans ce même parc se trouve un arbre remarquable, le Mesefa (« l'Arbre des contes »), un frêne d'Afrique planté en 1799 par Ferenc Esterházy le Jeune. Ce spécimen majestueux, qui a traversé les siècles, est devenu un symbole du patrimoine local et un lieu prisé pour les mariages. Il a d'ailleurs remporté la troisième place au concours national de « L'Arbre de l'année ». Chaque année, une série d'événements appelée la « Semaine des contes » est organisée en son honneur, perpétuant la tradition du récit oral auprès des jeunes générations.
L'un des bâtiments historiques d'Ács, le Bagolyvár (« Château des hiboux »), fut construit en 1858 et servit autrefois d'école primaire à deux classes. Son nom fait l'objet de deux récits : l'un suggère qu'il provient des hiboux nichant autrefois sous son toit, l'autre, plus probable, l'associe au symbole de la sagesse incarné par cet oiseau. Aujourd'hui, le bâtiment abrite plusieurs expositions, dont la salle Kossuth, gérée par la Société Kossuth d'Ács. Cette dernière œuvre à la préservation de la mémoire de Lajos Kossuth et à la transmission de son héritage aux jeunes générations.
Le Bagolyvár accueille également une exposition consacrée à l'ancienne sucrerie d'Ács, premier établissement de ce type en Hongrie. Fondée en 1871 par Konrád Patzenhofer, l'usine a fonctionné durant 130 ans, jouant un rôle majeur dans le paysage économique et industriel de la ville. Lors de la privatisation en 1995, elle fut intégrée à un groupe regroupant quatre autres sucreries avant d'être définitivement fermée le 31 décembre 2001. Pour préserver son héritage, d'anciens employés ont créé une fondation qui conserve et présente divers objets et documents liés à l'histoire de cette industrie locale.

### Réseaux extra-urbains
L'accès routier principal à Ács se fait par la route nationale 1, qui contourne la commune par le nord sur son tronçon reliant Komárom à Győr. La route secondaire 8153 traverse la partie nord du centre-ville, reliant Ács à la route nationale 1 à l'est et à l'ouest. D'autres routes départementales assurent la liaison avec Nagyigmánd (8147) à 12 km et Bábolna (8151) à 11 km. Au sud de la commune passe l'autoroute M1, accessible via la sortie située au kilomètre 94 par la route 8151.
Sur le réseau ferroviaire, Ács est traversée par la ligne Budapest–Hegyeshalom–Rajka, avec une gare située à proximité du centre-ville et accessible via la route départementale 81 329. La ligne Székesfehérvár–Komárom effleure également la limite sud-est de la commune.

## Économie
L'économie d'Ács a longtemps été dominée par son sucrerie, qui constituait un pilier industriel de la ville. Privatisée en 1995 et intégrée à la société Magyar Cukor Rt. avec quatre autres sucreries hongroises, l'usine a finalement fermé ses portes le 31 décembre 2000. Cette fermeture a marqué un tournant économique pour la ville.
Depuis, la principale entreprise industrielle d'Ács est une usine de production d'emballages pour œufs, exploitée par Hartmann Kft. En 2006, un parc industriel de 44 hectares a été inauguré à proximité de la ligne ferroviaire, doté d'une voie d'embranchement pour faciliter le transport des marchandises. La ville est également marquée par un fort phénomène de navettage, les travailleurs se rendant principalement à Komárom et Győr.
Le secteur des énergies renouvelables s'est développé avec la construction d'un parc éolien au sud d'Ács, de part et d'autre de l'autoroute M1. La première éolienne, d'une hauteur de 100 mètres et d'une puissance de 2 MW, a été installée en décembre 2008.
L'agriculture demeure un secteur d'activité important. La coopérative agricole d'Ács a été privatisée en 1992 et scindée en plusieurs entreprises, tandis qu'un exploitation agricole résiduelle continue d'exploiter environ 1 800 hectares de terres. La ville accueille également Fiorács Kft, spécialisée dans l'élevage porcin, ainsi que quatre fermes avicoles situées le long de la route de Bábolna, exploitées par Táp Kft., qui s'y consacre à l'élevage de dindes. Une autre entreprise notable est Leier Kft., qui exploite une usine de fabrication de machines et de moules dans le secteur de Bábolna.
Le tourisme est modeste mais actif. Deux campings sont situés à proximité du Danube. Aux abords de la forêt d'Ács, sur le territoire de Komárom, se trouve l'Erdőcsárda, un restaurant niché le long de la route nationale 1. La région attire également les pêcheurs, notamment au lac du Moulin (Malom-tó), un plan d'eau de 3,9 hectares prisé pour la pêche au carpe, amur et sandre.

## Organisation administrative
Parmi ses hameaux et zones habitées en périphérie, on trouve notamment Jegespuszta et Vaspuszta.

## Patrimoine urbain
Le patrimoine architectural d'Ács est marqué par plusieurs châteaux et demeures aristocratiques. Le château Esterházy–Liechtenstein–Zichy, construit à la fin du XVIIᵉ siècle et autrefois propriété de la famille Esterházy, abrite aujourd'hui la maison de la culture et la bibliothèque municipale. La demeure Solymossy, bâtie dans un style classique, demeure un autre témoin du patrimoine local. Le château Degenfeld-Schonburg, édifié en 1872 à Concóhát, est aujourd'hui en ruines, tandis qu'une petite demeure Zichy a été préservée à Ernőmajor.
Les édifices religieux sont également notables. L'église réformée, érigée en 1644 sur les fondations d'un édifice du XIIIᵉ siècle, a été reconstruite en style baroque en 1802. L'église catholique romaine, construite en 1840 dans un style classique, possède un tableau d'autel signé Friedrich Schildner, ainsi qu'une cloche provenant du monastère kamaldule de Majk. Le sanctuaire conserve également quatre bancs de style rococo, considérés comme des éléments d'une grande valeur artistique.
Les monuments commémoratifs témoignent du passé historique d'Ács. Un monument sculpté par Lajos Lukácsy honore les victimes de la Première Guerre mondiale, tandis qu'une croix commémorative a été érigée en 1991 à côté de l'église catholique en mémoire des victimes de la Seconde Guerre mondiale. En 2009, une statue en bronze de Lajos Kossuth, œuvre de Benedek Nagy, a été inaugurée. Le souvenir de l'insurrection de 1848 est célébré par un monument installé en 1948. Un tombeau marque également la mémoire de Dániel Korotnoki, tambour mort lors de la bataille de Komárom.

## Relations internationales

### Jumelages
- Zlatná na Ostrove (Slovaquie) (depuis 2003)
- Tălișoara (Roumanie)
- Steinau (Basse-Saxe) (Allemagne)

## Personnalités liées à la localité
Plusieurs personnalités notables sont liées à Ács. Loránd Kiskéry (Komornik) (1888-?) fut général de division et commandant de l'école de formation des sous-officiers de Jutas, portant le nom de Pál Kinizsi. László Korinek (né en 1946), juriste et criminologue, est membre de l'Académie hongroise des sciences. József Dancs (1908-2004), journaliste récompensé du Prix de la Plume d'Or, fut rédacteur du journal Szabad Föld. Izsák Papp (Pfeiffer) (1884-1945) fut rabbin, traducteur et chercheur en études judaïques. Pál Péntek (né en 1885), député, collabora au journal Magyar Lobogó.
Le monde des arts et de la culture est représenté par Mihály Viola (1922-1981), acteur, membre fondateur du théâtre Vidám Színpad de Budapest, où il fut un partenaire de jeu régulier de Béla Salamon. Miklós Sméja (1927-1985), peintre, vécut et enseigna le dessin à Ács. Etele Thury (1861-1917), pasteur réformé et théologien, fut recteur académique à Ács de 1882 à 1884. Enfin, Ernő József Zichy (né en 1892), homme politique, éditeur et écrivain ecclésiastique, fut curé de la paroisse d'Ács à partir de 1928.